# Tafsir (Bibelübersetzung)
Der Tafsir ist der Titel der arabischen Bibelübersetzung von Saadia Gaon (882–942). Sie ist die erste vollständige arabische Übersetzung sämtlicher Bücher des Tanach. Diese Übersetzung war unter Juden, Samaritanern und Christen verbreitet. Von ihrem Verfasser Saadia Gaon wurde sie in Auseinandersetzungen mit den Karäern herangezogen.  	 
Der Tafsir von Saadia Gaon ist in klassischem Arabisch geschrieben. Teile davon wurden von Abraham ibn Esra (1092–1167) für eine jüdische Leserschaft auf Arabisch mit hebräischen Buchstaben übertragen.